# Ritas Welt
Ritas Welt  è una sit-com tedesca di ideata da Die SchreibWaisen e prodotta dal 1999 al 2003 da Columbia TriStar per RTL Television. Protagonista, nel ruolo di Rita Kruse, è l'attrice Gaby Köster; altri interpreti principali sono Franziska Traub, Lutz Herkenrath, Frank Vockroth, Marius Theobald, Jasmin Schwiers e Georg Alfred Wittner.
La serie si compone di 5 stagioni, per un totale di 68 episodi più due episodi speciali (di cui uno in due parti), della durata di 25 minuti ciascuno. Il primo episodio, intitolato Kitten des Grauens, venne trasmesso in prima visione il 17 settembre 1999; l'ultimo, intitolato Die Hochzeit, fu trasmesso in prima visione il 12 dicembre 2003.

## Trama
Protagonista delle vicende è Rita Kruse, una donna che vive a Colonia: Rita è sposata con Horst, ha due figli, Sandra e Markus, e lavora come cassiera nel supermercato "Trispa". Sul lavoro, ha spesso dei contrasti con il nuovo direttore, Achim Schumann.
Nel corso delle vicende, il marito di Rita lascia il suo lavoro in fabbrica per aprire un negozio di moto assieme all'amico Matze.

## Personaggi e interpreti
- Rita Kruse, interpretata da Gaby Köster (ep. 1-68)
- Gisela "Gisi" Wiemers, interpretata da Franziska Traub (ep. 1-68): è la migliore amica di Rita[5]
- Achim Schumann, interpretato da Lutz Herkenrath (ep. 1-68): è il direttore del supermercato in cui lavora Rita; è molto pignolo[3] e ha problemi con la moglie[5]
- Horst Kruse, interpretato da Frank Vockroth (ep. 1-68): è il marito di Rita[3][5][6]
- Markus Kruse, interpretato da Marius Theobald (ep. 1-68): è il figlio di Rita e Horst[2]
- Sandra Kruse, interpretata da Jasmin Schwiers (ep. 1-21) e Marie-Helen Dehorn (ep. 39-40): è la figlia di Rita e Horst[2]
- Matze, interpretato da Matthias Komm: è collega di lavoro di Horst ed è il fidanzato e poi marito di Gisi[2]

## Produzione
La produzione dovette cambiare il nome del supercato in cui lavora Rita da "Frispa" (nome che compare nei primi episodi) a "Trispa" in quanto il nome originario corrispondeva a quello di un'azienda realmente esistente.

## Episodi
| Stagione         | Puntate | Prima TV Germania | Prima TV Italia |
| ---------------- | ------- | ----------------- | --------------- |
| Prima stagione   | 13      | 1999              | inedita         |
| Seconda stagione | 16      | 2000              | inedita         |
| Terza stagione   | 13      | 2001              | inedita         |
| Quarta stagione  | 13      | 2002              | inedita         |
| Quinta stagione  | 13      | 2003              | inedita         |

## Ascolti
II primo episodio della serie fu seguito in Germania da 5,8 milioni di telespettatori.

## Premi e nomination
- 2000: Premio Adolf Grimme[2]
- 2000: Deutscher Fernsehpreis come miglior serie televisiva[2]
- 2000: Deutscher Comedypreis come miglior serie televisiva commedia
- 2001: Deutscher Comedypreis come miglior serie televisiva commedia
- 2003: nomination alla Goldene Kamera come miglior serie televisiva tedesca